# International Broadcasting Bureau
Das International Broadcasting Bureau (IBB) ist eine US-amerikanische Behörde in Washington, D.C., die für die technische Betreuung, die Verwaltung und den Betrieb der Sendeanlagen und Sendeeinrichtungen aller nicht-militärischen internationalen Rundfunksender der USA verantwortlich ist. Das IBB ist dem Broadcasting Board of Governors (BBG) unterstellt. Das IBB wurde 1994 gegründet und unterstand zunächst der United States Information Agency (USIA). Nach deren Auflösung im Jahr 1999 und der Gründung des BBG untersteht das IBB dem BBG als unabhängige US-Regierungsbehörde.

## Rundfunksender
Zum Aufgabenbereich des IBB gehört der Betrieb der Sendeanlagen von folgenden US-Auslandssendern.
- Voice of America (VoA), der offizielle Auslandssender der USA.
- Radio Sawa, ein 24-Stunden Auslandsprogramm in arabischer Sprache.
- Radio and TV Martí, Programme in spanischer Sprache für Kuba vom Office of Cuba Broadcasting.

Weiterhin betreut das IBB die Sendeanlagen von
- Radio Free Europe/Radio Liberty (RFE/RL).
  - Radio Free Afghanistan, Radio Free Iraq sind Spezialprogramme von RFE/RL für Afghanistan und den Irak.
- Radio Farda, ein Gemeinschaftsprojekt von VoA und RFE/RL in persischer Sprache für den Iran.
- Radio Free Asia.

## Sendeanlagen
Bei den Sendeanlagen handelt es sich hauptsächlich um Kurzwellen- und Mittelwellen-Sender in den USA sowie um Relaisstationen in der ganzen Welt. Letztere sind Sendeanlagen, zu denen etwa über Satellit das Programm eines Rundfunksenders überspielt und im Zielgebiet ausgestrahlt wird.
Innerhalb der USA betreut das IBB Kurzwellensender in Delano (Kalifornien), Greenville (North Carolina) und Marathon (Florida). Relaisstationen befinden sich unter anderem in Deutschland, Marokko, Botswana, Sri Lanka, Thailand und den Philippinen.
Seit 1992 gibt es auch eine IBB Relaisstation auf São Tomé, die nach Afrika sendet.

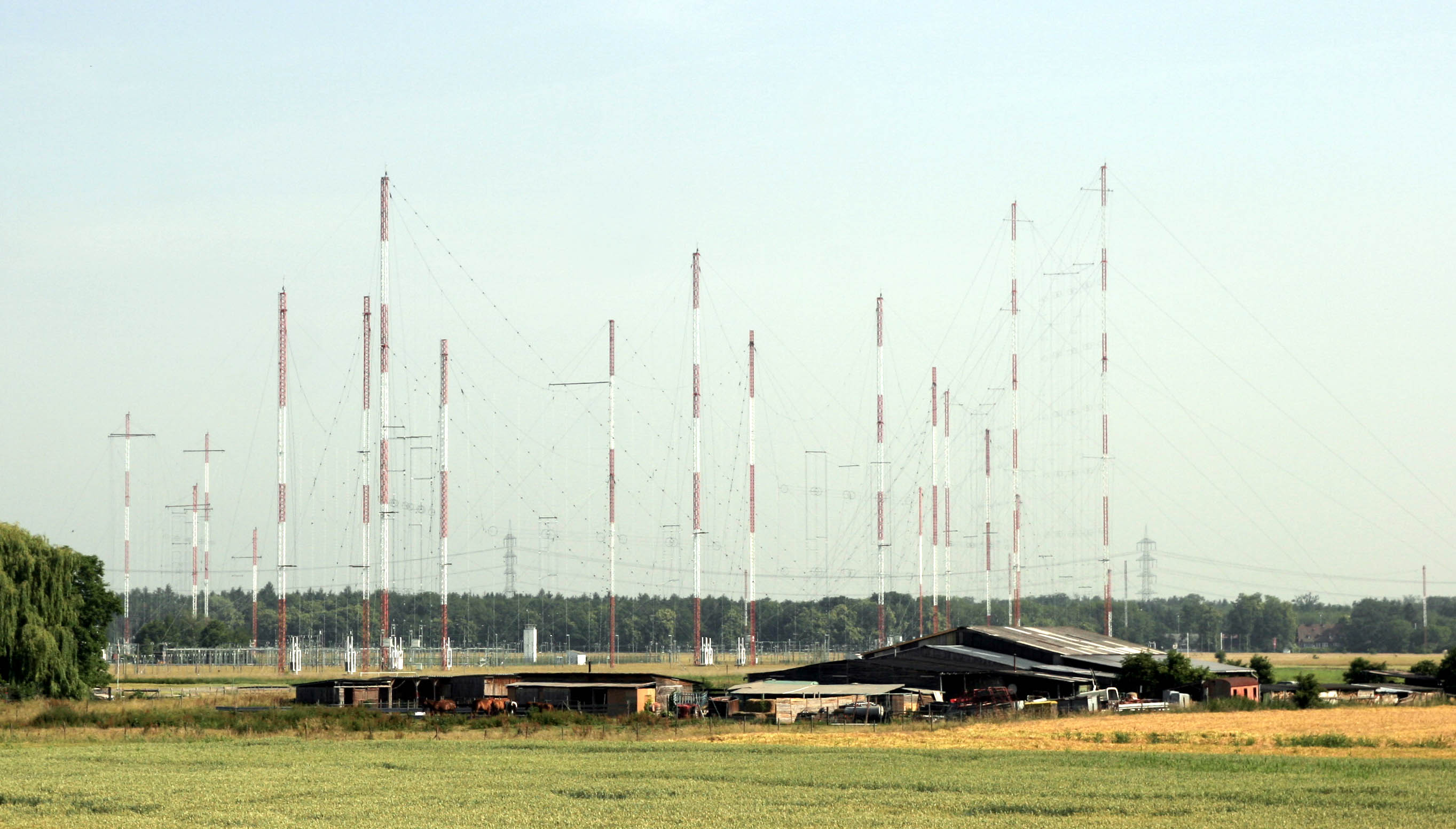
Die Kurzwellensendeanlage von IBB bei Biblis

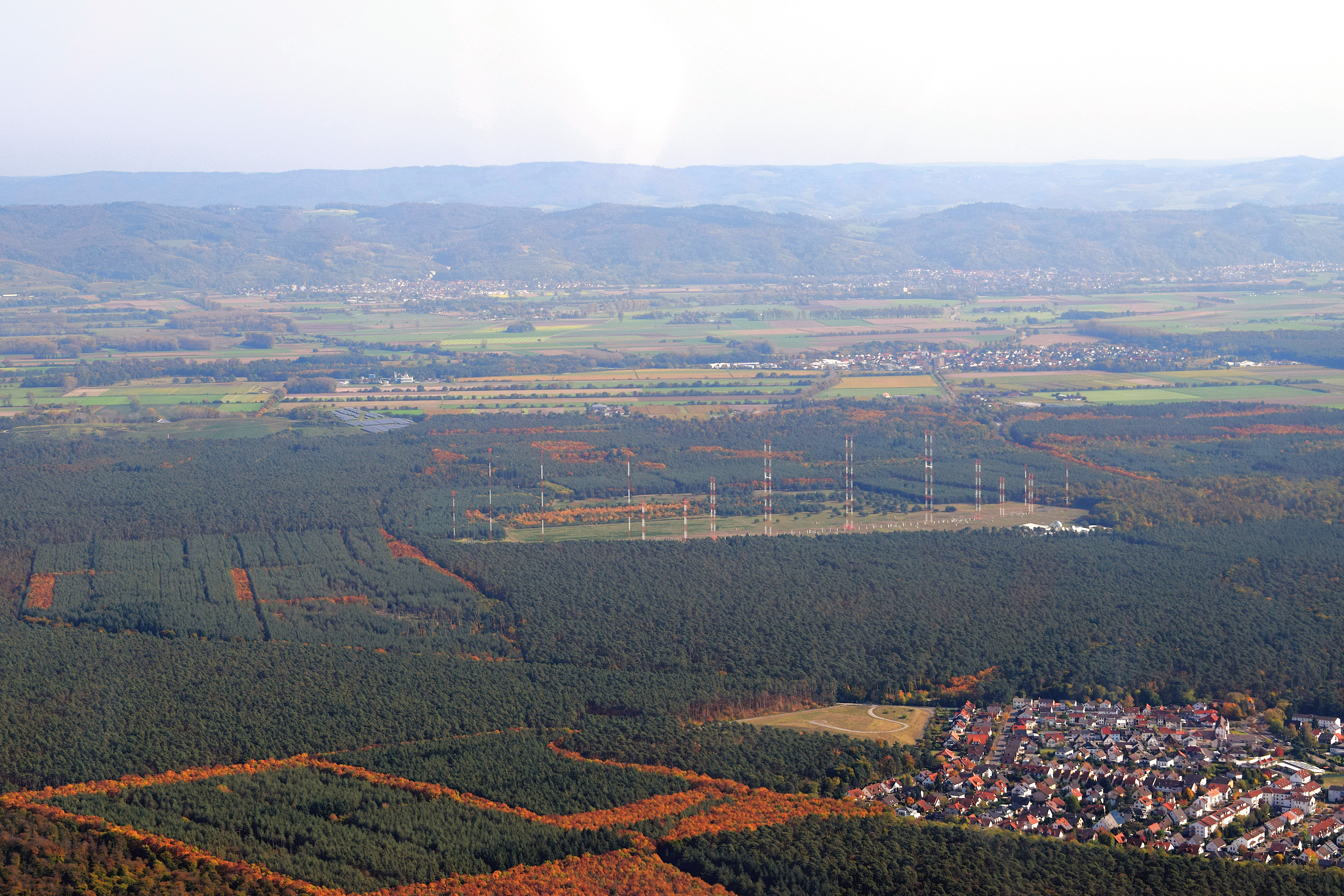
Sendeanlage des International Broadcasting Bureau bei Lampertheim

In Deutschland betreibt das IBB Kurzwellensender für Radio Free Europe/Radio Liberty in Biblis ⊙ und Lampertheim ⊙ in Hessen. Der Sendestandort in Holzkirchen in Bayern wurde 2003 stillgelegt. Der Betrieb dieser in unmittelbarer Nähe eines Ortes gelegenen Sendeanlage hat zu massiven Bürgerprotesten geführt. Die Sendeeinrichtungen wurden inzwischen nach Kuwait und den Philippinen abtransportiert. Die Sendeanlage Ismaning des IBB ist seit dem Jahresende 2007 ebenfalls komplett abgebaut, nachdem schon seit 1994 keine Kurzwellensender mehr betrieben wurden. Die Mittelwellensendeantenne (1197 kHz) wurde am 16. März 2007 abgebaut.
Weitere Sendeanlagen des IBB für RFE/RL befanden sich in Playa de Pals in Spanien und Gloria in Portugal; sie wurden 2001 stillgelegt.